# Tetraommatus minor
Tetraommatus minor là một loài bọ cánh cứng trong họ Cerambycidae.